# Rain on Your Parade
«Rain On Your Parade» (Aguarte la fiesta) es una canción Soul y R&B de la cantante galesa Duffy. Es el quinto sencillo de su álbum debut Rockferry y el primero de la reedición del mismo; Rockferry Deluxe Edition, editado el 18 de noviembre de 2008.

## Videoclip
El videoclip fue estrenado oficialmente en YouTube el 17 de octubre de 2008. El clip lo dirigió Sophie Muller, y en él muestra un juego de luces y sombras y Duffy cantando y unos bailarines alrededor.